# Jack Reacher: Poslední výstřel
Jack Reacher: Poslední výstřel (v anglickém originále jen Jack Reacher) je americký akční kriminální film z roku 2012. Natočil ho režisér Christopher McQuarrie podle vlastního scénáře na základě románu Leeho Childa Výstřel. V titulní roli bývalého vojenského vyšetřovatele se objevil Tom Cruise. Společnost Paramount Pictures film uvedla do amerických kin 21. prosince 2012. V českém znění jej uvedla od 27. prosince téhož roku společnost Bontonfilm.

## Děj
Když v centru města zabije sniper najednou pět lidí bez jakékoli zjevné vzájemné vazby, policie se poměrně rychle dostane na stopu bývalému armádnímu ostřelovači Jamesi Barrovi. Když ho policisté zatknou a vyslýchají, svou vinu však popírá a vyžádá si někdejšího vojenského vyšetřovatele Jacka Reachera (Tom Cruise). Není ho jak najít, ale když se informace o případu i domnělém pachateli rozšíří do médií, sám se dostaví. Barr už je však v komatu, když ve vazbě dostal nakládačku od spoluvězňů. Reacher se však dá dohromady s jeho obhájkyní Helen Rodinovou (Rosamund Pikeová) a začne pro ni zkoumat všechny okolnosti případu.
Záhy zjistí, že mu někdo záměrně klade překážky a dokonce se ho snaží odstranit. To když usoudí, že ve zpočátku jasném případu není něco v pořádku a Barr by mohl být i skutečně nevinný. V pozadí všeho stojí vlivný Rus Zec (ztvárnil ho německý režisér Werner Herzog), který chtěl koupit firmu jedné z obětí, její vraždu zamaskoval zabitím dalších náhodných lidí a celé to chtěl hodit právě na Barra. Jenže Reacher postupně rozmotává síť, dospěje k majiteli střelnice, kde Barr trénoval, a odhalí, že spiklenci museli mít komplice i mezi vyšetřovateli.
Když selhávají všechny pokusy, jak Reachera svést ze stopy nebo zastavit, policejní vyšetřovatel Emerson (David Oyelowo), který je tím zločineckým „insiderem“, unese obhájkyni Rodinovou a přivede ji k Zecovi. Reacher se však s pomocí majitele střelnice Cache (Robert Duvall) prostřílí přes všechny mafiánovy pomocníky a Rodinovou vysvobodí. Samotného Zeca nakonec sám zabije, když si uvědomí, že všichni svědkové, kteří by mohli případný soud navést k tom, kdo vše zosnoval, jsou už po smrti.

## Postavy a obsazení
| Původní obsazení      | Český dabing    | Postava                                             |
| --------------------- | --------------- | --------------------------------------------------- |
| Tom Cruise            | Pavel Vondra    | Jack Reacher                                        |
| Rosamund Pikeová      | Jitka Moučková  | Helen Rodinová, obhájkyně                           |
| Richard Jenkins       | Jan Vlasák      | Alex Rodin, otec Helen a státní návladní            |
| David Oyelowo         | Marek Libert    | Emerson, policejní vyšetřovatel                     |
| Werner Herzog         | Zdeněk Maryška  | Zec, hlava ruské mafie                              |
| Jai Courtney          | Radek Hoppe     | Charlie, Zecův hlavní zabiják                       |
| Vladimir Sizov        | ?               | Vlad, Zecův násilník                                |
| Joseph Sikora         | ?               | James Barr, sniper podezřívaný z pětinásobné vraždy |
| Michael Raymond-James | Václav Rašilov  | Linsky, Zecův pomocník                              |
| Alexia Fast           | Marika Šoposká  | Sandy, dívka z baru                                 |
| Josh Helman           | ?               | Jeb, rváč z baru                                    |
| Robert Duvall         | Vladimír Brabec | Cash, majitel střelnice                             |

Zajímavostí je, že si ve filmu zahrál i autor knižní předlohy Lee Child, a to policejního seržanta za přepážkou.

## Přijetí
Film s rozpočtem kolem 60 milionů dolarů byl v předvánočním čase uveden celkem do 3 352 amerických kin a během prvního víkendu vydělal 15,2 milionu dolarů. Stal se tak nejúspěšnější premiérou toho týdne, když předstihl komedii Čtyřicítka na krku s necelými 11,6 milionu dolarů. Oba filmy však vysoce překročila návštěvnost už druhý týden reprízovaného první části trojdílné fantasy Hobit: Neočekávaná cesta s 36,9 milionu dolarů. Celkově Jack Reacher na domácím trhu vydělal 80 milionů dolarů a ze zahraničí utržil dalších více než 138 milionů.
Na recenzním agregátoru Rotten Tomatoes obdržel film ze 170 recenzí výsledný rating 6,2 bodů z deseti, přičemž 62 % jej hodnotilo kladně. Z více než 114 tisíc uživatelů jej pozitivně hodnotilo 67 %. Na serveru Metacritic získal o něco slabší hodnocení, 50 % na základě 35 recenzí.
Česká filmová kritička Mirka Spáčilová z MF Dnes udělila snímku celkově 60% hodnocení, když podle ní „působí zprvu příjemně starosvětsky, postupně už jen unaveně“. Dojem filmu dle Spáčilové kazí „herecky fádní Rosamund Pikeová coby zapálená advokátka, z níž si člověk zapamatuje leda výstřih nepřiměřený soudní síni, a zápletka, ve které už zase hrozí spiknutí“, nad průměr jej vytáhnou „dvě pocty legendám, Robertu Duvallovi a zejména Werneru Herzogovi v roli zlosyna v pozadí“. Radomír D. Kokeš z Aktuálně.cz spatřuje „úskalí spíš v práci s informacemi - film nám toho totiž sděluje od začátku příliš“ a pak „jen čekáme, až konečně dojde na to, že podle všeho bezpochyby vinný Barr […] je ve skutečnosti nevinný“. Dle něj však „lze najít klíč, ve kterém bude Jack Reacher: Poslední výstřel fungovat a není třeba k tomu hledat důmyslné interpretační šifrovací mřížky: americká drsná škola“. Film podle Kokeše „rytmicky šlape […], detektivku ozvláštňuje rodinný konflikt a dostane se i na kritiku irácké invaze…“ Po jeho soudu tento typ „starosvětských detektivek v kině chybí […] a mezi všemi těmi ambiciózními oscarovými dramaty a v pošmourném počasí ony dvě hodinky žánrového dobrodružství v kině prostě zvednou náladu“. František Fuka především kritizoval obsazení Toma Cruise do ústřední postavy: „říká suché hlášky a snaží se být cool motherfucker, přičemž se tváří úplně jako v Top Gunu (1986). Ano, Cruise hrál kvalitního nemilosrdného zabijáka v Collateralu (2004), takže je schopen dobrého hereckého zabijáckého výkonu, ale v tomto filmu ho rozhodně nepředvádí.“ A udělil snímku pouhých 30 %.

## Ocenění
Skladatel hudby k filmu Joe Kraemer obdržel v roce 2013 jako jeden z 30 oceněných cenu společnosti BMI za filmovou hudbu.

## Sequel
Již v únoru 2013 se vyskytly první zprávy o možném pokračování filmu, v prosinci téhož roku byla zveřejněna informace, že by mělo jít o adaptaci nové, na podzim 2013 vydané Childovy knihy Nevracej se (Never Go Back). 9. prosince 2013 společnosti Paramount Pictures a Skydance Productions potvrdily, že pracují na sequelu filmu. V květnu 2014 bylo oznámeno, že Tom Cruise se vrátí do role Jacka Reachera. V květnu 2015 bylo potvrzeno, že Edward Zwick film zrežíruje a bude spolupracovat na scénáři s Herskovizem a Wenkem. Zwick a Cruise spolu spolupracovali na filmu Poslední samuraj. V srpnu 2015 se k obsazení připojila Cobie Smulders, poté během září Danika Yarosh, Aldis Hodge, Patrick Heusinger a během října Holt McCallany a v listopadu Robert Catrini. V lednu 2016 byl Robert Knepper obsazen do role ředitele soukromé vojenské firmy. Natáčení bylo zahájeno 20. října 2015 v New Orleans v Louisaně. V lednu 2016 se natáčelo v St. Francisville. Film nese název Jack Reacher: Nevracej se.